# Salvatore Miceli (politico)
Salvatore Miceli (Canicattini Bagni, 16 maggio 1921 – Canicattini Bagni, 9 settembre 2006) è stato un politico italiano.

## Biografia
Candidato alle elezioni politiche del 1972, risulta il primo dei non eletti del Partito Socialista Italiano in Sicilia, entra poi alla Camera dei Deputati il 26 settembre 1974 subentrando al posto del deputato Armando Cascio. Iscritto al gruppo parlamentare del PSI, fu componente della VI Commissione (Finanze e Tesoro) dal 30 settembre 1974 al 26 febbraio 1975 e della XIII Commissione (Lavoro e Previdenza Sociale) dal 26 febbraio 1975 al 4 luglio 1976. Segretario provinciale del Partito Socialista Italiano della Provincia di Siracusa, è stato sindaco di Canicattini Bagni.